# Kocurány
Kocurány (1899-ig Koczúr, szlovákul Kocurany) község Szlovákiában, a Trencséni kerületben, a Privigyei járásban.

## Fekvése
Privigyétől 7 km-re nyugatra fekszik, 300 m-re a tengerszint felett.

## Története
1113-ban „Cozuran” alakban a zobori apátság oklevelében említik először. 1275-ben „Kuchure” néven szerepel. A nyitrai váruradalom része volt, később a divéki uradalomhoz tartozott. Története során több birtokosa volt, a falu a privigyei egyházközséghez is tartozott. 1553-ban 13 portája adózott. 1675-ben 17 jobbágy- és 4 zsellérházát 171-en lakták. 1715-ben 8 adózója volt. 1787-ben 33 házában 217 lakos élt.
A 18. század végén Vályi András így ír a faluról: „KOCZÚR. Elegyes falu Nyitra Várm. földes Ura Simonyi Uraság, lakosai katolikusok, fekszik Bajmóczhoz nem meszsze, és annak filiája, vidékje soványas, fája, legelője van, de szőleji nintsenek, réttyei néhol tsekélyek.”
1828-ban 18 háza és 129 lakosa volt, akik főként mezőgazdasággal, gyümölcstermesztéssel, idénymunkákkal foglalkoztak.
Fényes Elek 1851-ben kiadott geográfiai szótárában így ír a faluról: „Koczur, Nyitra m. tót falu, Bajmocz filialisa, 129 kath. lak. F. u. többen. Ut. p. Privigye.”
Borovszky Samu monográfiasorozatának Nyitra vármegyét tárgyaló része szerint: „Koczur, Bajmócz alatt, a Nyitra-folyó közelében fekvő tót község, összesen 142 r. kath. vallásu lakossal. Postája Bajmócz, táviró- és vasúti állomása Privigye. Már 1113-ban szerepel »Cozuran« név alatt. Az egész falu, hegyoldalon elszórva fekvő házakból áll. Földesurai a Divékiek voltak és akkor »Kucsure« (Kuchure) volt a község neve. Később a Simonyi-család lett a földesura.”
A trianoni diktátumig Nyitra vármegye Privigyei járásához tartozott.

## Népessége
| Év:            | 1994. | 2004.    | 2014.    | 2024.   |
| -------------- | ----- | -------- | -------- | ------- |
| Emberek száma: | 333   | 402      | 512      | 528     |
| Eltérés:       |       | +20,72 % | +27,36 % | +3,12 % |

| Év:            | 2023. | 2024.   |
| -------------- | ----- | ------- |
| Emberek száma: | 535   | 528     |
| Eltérés:       |       | -1,30 % |

1910-ben 194, túlnyomórészt szlovák anyanyelvű lakosa volt.
2001-ben 393 lakosából 383 szlovák volt.
2011-ben 459 lakosából 436 szlovák volt.
2021-ben 523 lakosából 506 szlovák, 1-1 magyar, cigány és ruszin, 2 (+1) egyéb és 12 ismeretlen nemzetiségű volt.

## Külső hivatkozások
- Községinfó
- Kocurány Szlovákia térképén
- E-obce.sk Archiválva 2008. március 27-i dátummal a Wayback Machine-ben